# Lajos Lóczy
Lajos Lóczy (Presburgo, 1849 – Balatonarács, 1920) è stato un geologo ungherese.
Dal 1877 al 1880 fu con Béla Szécheny in Cina e India per rilevamenti geologici. Tornato a Budapest, fu docente all'università dal 1886 e direttore dell'UGU (Ufficio geologico ungherese) dal 1908.